# Justin Smiley
Justin Smiley (* 11. November 1981 in Ellabell, Georgia) ist ein ehemaliger US-amerikanischer American-Football-Spieler auf der Position des Guards. Er spielte für die San Francisco 49ers, Miami Dolphins und die Jacksonville Jaguars in der National Football League (NFL).

## Frühe Jahre
Smiley ging in Brooklet, Georgia, auf die Highschool. Später besuchte er die University of Alabama.

## NFL

### San Francisco 49ers
Smiley wurde im NFL-Draft 2004 in der zweiten Runde an 46. Stelle von den San Francisco 49ers ausgewählt. Bereits in seinem ersten NFL-Jahr absolvierte er jedes Spiel für die 49ers, neun davon als Starter. Auch in den folgenden Jahren gehörte er zu San Franciscos Stammpersonal auf der Position des rechten Guards. Im Laufe der NFL-Saison 2007 verletzte sich Smiley und verlor infolgedessen seinen Stammplatz an David Baas.

### Miami Dolphins
Am 29. Februar 2008 unterzeichnete er einen Fünf-Jahres-Vertrag bei den Miami Dolphins.

### Jacksonville Jaguars
Am 24. Mai 2010 wurde Smiley zu den Jacksonville Jaguars getradet. Nachdem er fünf Spiele in seiner ersten Saison für die Jaguars absolviert hatte, wurde er jedoch, vor dem Saisonstart 2011, am 28. Juli 2011 schon wieder entlassen.

### Oakland Raiders
Am 2. August 2011 unterschrieb er ein Arbeitspapier bei den Oakland Raiders. Vier Tage später gab er sein Karriereende bekannt.